# Sakkara
Sakkara er i Egypten begravelsesstedet for landets konger tilknyttet oldtidshovedstaden Memphis, som blev grundlagt af kongerne i 2. dynasti. 
Det er blandt andet her, at Djosers gravanlæg ligger, én af de mest dominerende konger i det 3. dynasti.
Sakkara huser gravene for mange forskellige individer, da man gentagne gange er vendt tilbage til Sakkara som gravplads.
29°51′00″N 31°14′00″Ø / 29.85°N 31.2333°Ø